# Friedrich Karl August (Lippe)

Graf Friedrich Carl August zur Lippe-Biesterfeld

Friedrich Karl August (auch Friedrich Carl August), Graf und Edler Herr zur Lippe-Biesterfeld, Sternberg und Schwalenberg (* 20. Januar 1706 in Biesterfeld; † 31. Juli 1781 auf Friedrichsruh) war Ritter des Roten Adlerordens.
Er war der älteste Sohn von Rudolf Ferdinand von Lippe-Sternberg-Schwalenberg (* 17. März 1671; † 12. Juli 1736) und dessen Frau Juliane Luise von Kunowitz (* 21. August 1671; † 21. Oktober 1754) und der Enkel von Jobst Hermann zur Lippe-Biesterfeld.

## Leben
Friedrich Karl August gilt als letzter Herr auf Biesterfeld. Während seiner Regentschaft ließ er die Brauerei von Schwalenberg nach Biesterfeld verlegen und baute hier 1740 das Brauhaus mit der Brennerei auf Biesterfeld für die Summe von 6.000 Talern auf.
1763 ließ er das nach ihm benannte Jagdschlösschen Friedrichsruh errichten. Das Schloss gab dem Ort den Namen, wurde aber 1859 zu Gunsten eines Gasthauses abgebrochen. Friedrichsruh wurde später bekannter, weil Otto von Bismarck es sich zu seinem Eigentum im Sachsenwald – ein Geschenk für seine Verdienste – hinzukaufte und sich das Gasthaus zu seinem Anwesen Schloss Friedrichsruh ausbaute.

## Ehe und Nachkommen
Am 7. Mai 1732, nach zweijähriger Verlobungszeit, heiratete Graf Friedrich Karl August seine 24-jährige Braut Barbara Eleonore Gräfin von Solms-Baruth und Tecklenburg (* 30. Oktober 1707; † 16. Juni 1744). Das Paar hatte sieben Kinder:
- Wilhelmine Luise Constantine (* 15. Juli 1733; † 18. Februar 1766)

⚭ Graf Seyfried von Promnitz (* 1734; † 27. Februar 1760), Sohn von Graf Erdmann II. von Promnitz
⚭ 30. Januar 1764: Graf Johann Christian II. von Solms-Baruth (1733–1800)
- Simon Rudolph Ferdinand (* 6. Oktober 1734; † 23. Mai 1739); beigesetzt in der Klosterkirche Falkenhagen
- Karl Ernst Casimir (* 2. November 1735; † 19. November 1810)

⚭ 16. Oktober 1766: Gräfin Ferdinande von Bentheim-Tecklenburg-Rheda (1734–1779); fünf gemeinsame Kinder
- Friedrich Wilhelm (* 25. Januar 1737; † 31. Juli 1803); nach seinem Taufpaten Friedrich Wilhelm I., König von Preußen, benannt

⚭ Johanna von Meinertzhagen (1752–1811)
- Maria Wilhelmine Henriette (* 5. Dezember 1740; † 19. April 1741)
- Ludwig Heinrich (* 21. April 1743; † 16. September 1794)

⚭ 30. März 1785: Elisabeth Kellner (* 1765; † 27. November 1794) aus Gelnhausen, Tochter des Johann Valentin Kellner und der Elisabeth Lorey, 1790 zur Gräfin von Falkenflucht ernannt; drei gemeinsame Kinder (Söhne), Grafen von Lippe-Falkenflucht, auch Grafen von der Lippe-Biesterfeld-Falkenflucht genannt
- Marie Barbara Eleonore (* 16. Juni 1744; † 16. Juni 1776)

⚭ 12. November 1765: Graf Wilhelm zu Schaumburg-Lippe (1724–1777)
- Ferdinand Johann Benjamin (* 16. Juni 1744; † 23. April 1772)

⚭ 31. Januar 1769: Gräfin Wilhelmine von Schönborn-Lichtenstein (1746–1819)
Friederike (* 9. Dezember 1769; † 25. November 1789)
Auguste (* 12. Februar 1771; † 17. Januar 1803)
Wilhelm (* 13. Dezember 1772; gefallen am 21. Mai 1809)